# 中国民主同盟江苏省委员会
中国民主同盟江苏省委员会，简称民盟江苏省委，是中国民主同盟在江苏省的地方组织。

## 历届委员会

### 第十二届
- 任期：2017年6月－
- 主任委员：胡刚
- 副主任委员：吴胜兴（专职）、薛建辉、窦希萍、熊思东、刘彤、王红红、刘灿铭、黄贤金
- 秘书长：唐双辰